# Gep Leeflang
Gep Leeflang (Doetinchem, 1965) is een Nederlands journalist voor De Stentor. 
Leeflang studeerde Hogere Informatie en Communicatie aan de Hogeschool Windesheim. Zijn journalistieke loopbaan begon in 1987 bij de Graafschapbode. In 1990 werd hij sportverslaggever bij de Apeldoornsche Courant (De Stentor) en werkte jaren later als nieuwsverslaggever op de stadsredactie.

## Apeldoorn en Veluwe
Zijn focus ligt in de regio Apeldoorn en Veluwe. Zijn onderzoeksjournalistiek leidde onder andere tot artikelen over de slepende twist tussen gemeente Apeldoorn en Koninklijke Reesink NV. Het zou bijdragen aan de beslissing van de Apeldoornse gemeenteraad tot instellen van raadsonderzoek, wat later leidde tot collectief opstappen van alle wethouders. Ook in Epe en Ermelo hadden zijn artikelen bestuurlijke gevolgen.

## Erkenning
Voor de ‘onverschrokken en vasthoudende wijze waarop Leeflang maandenlang de discutabele bestuurscultuur in de gemeente Epe in al zijn facetten in talloze artikelen wist vast te leggen’ ontving hij de Saskia Stuivelingprijs 2021.
In 2011 werd zijn 'Dossier Grondzaken' voorgedragen voor onderzoeksjournalistiekprijs De Loep.
Voor de bijna honderd artikelen die hij schreef over de bestuurscultuur in de gemeente Epe ontving hij uit handen van Vera Bergkamp, voorzitter van de Tweede Kamer, de Saskia Stuivelingprijs 2021. 
Toen Leeflang een gemeenteraadsvergadering in Epe bij wilde wonen, bleek die bijeenkomst tot zijn verbazing ineens ‘besloten’ te zijn. Zijn onderzoek naar achterkamertjespolitiek was aanleiding voor een onderzoek naar de bestuurscultuur bij alle gemeenten. Ook bij andere gemeenten bleken journalisten vaak voor dichte deuren te komen, zonder dat daarvoor een legitieme reden was.
Voor dit onderzoek kreeg Leeflang De Tegel 2023 in de categorie Regio. De jury motiveerde dit met ‘fraai journalistiek graafwerk over de bestuurscultuur'.

### Prijzen
- De Tegel 2023 (Regio)
- Saskia Stuivelingprijs 2021

## Varia
Leeflang was in 1986 mede-oprichter van de kortstondige studentenpartij Anlib '86 in aanloop naar de gemeenteraadsverkiezingen in Kampen.
Met Dinant Spieker schreef hij het damboek De Tsjegolev-opening - een handleiding bij 1. 32-28 17-22 2. 28x17 11x22